# Rosasco
Rosasco é uma comuna italiana da região da Lombardia, província de Pavia, com cerca de 710 habitantes. Estende-se por uma área de 19,81 km², tendo uma densidade populacional de 36 hab/km². Faz fronteira com Caresana (VC), Castelnovetto, Cozzo, Langosco, Palestro, Pezzana (VC), Robbio.

## Demografia
| Variação demográfica do município entre 1861 e 2011                               |
|                                                                                   |
| Fonte: Istituto Nazionale di Statistica (ISTAT) - Elaboração gráfica da Wikipedia |